# ئی‌ام‌دی اس‌دی۳۸
ئی‌ام‌دی اس‌دی۳۸ (انگلیسی: EMD SD38) یک لوکوموتیو دیزلی ساخت شرکت جنرال موتورز الکترو-موتیو دیویژن بوده است.
این لوکوموتیو که مابین سال‌های ۱۹۶۷ تا ۱۹۷۱ تولید می‌شده دارای ۱۶ سیلندر و ۲۰۰۰ اسب بخار قدرت بوده است.